# 핑키존즈
핑키존즈(일본어: ピンキージョーンズ)는 모모이로 클로버의 두 번째 싱글이다(인디즈・한정출하를 더하면 통산 5번째). 2010년 11월 10일에 스타 차일드를 통해 발매되었다.

## 개요
스타차일드 이적 후 첫 번째 싱글이다. 발매 이벤트 응모 추첨권이 같이 들어있다.
타이틀 곡 「ピンキージョーンズ」는 TV 애니메이션 요스가노소라의 엔딩곡이 되었다. 그룹의 노래가 TV 애니메이션의 주제가가 되는 것은 처음이다. 가사에는 멤버 6명의 이름이 들어있다.
 초동판매는 23천장이고 그룹 최고 초동판매를 갱신했다. 오리콘 위클리 차트 TOP10에 진입했고 월간차트에는 두 작품 연속으로 들었다.
 CD저널은 "정신 없는 빠른 템포의 노래이다"라고 비평했다.

## 수록곡
CD
1. ピンキージョーンズ [4:12]
작사：村野直球, 작곡・편곡：NARASAKI
2. ココ☆ナツ [4:06]
작사・작곡・편곡：햐다인
3. キミとセカイ [4:00]
작사：松田綾子, 작곡・편곡：AKIRASTAR
4. ピンキージョーンズ (off vocal ver)
5. ココ☆ナツ (off vocal ver)
6. キミとセカイ (off vocal ver)

DVD（초회한정판 만）
- A：ピンキージョーンズ (뮤직비디오)
- B：ココ☆ナツ (뮤직비디오)
- C：キミとセカイ (뮤직비디오)